# هیروگلیف‌های آناتولی
هیروگلیف آناتولی یک خط لوگوگرافی بومی آناتولی مرکزی است که از حدود ۵۰۰ علامت تشکیل شده‌است. آنها زمانی معمولاً به عنوان هیروگلیف هیتی شناخته می‌شدند، اما بعدها ثابت شد که زبانی که آنها کدگذاری می‌کنند لوویی است نه هیتی. آنها از نظر گونه‌شناسی شبیه هیروگلیف‌های مصری هستند، اما از نظر گرافیکی از آن خط استخراج نمی‌شوند، و مشخص نیست که آیا نقش مقدس هیروگلیف‌ها را در مصر بازی کرده‌اند یا خیر. هیچ ارتباط قابل اثباتی با خط میخی هیتی وجود ندارد.